# IC 4722
IC 4722 ist eine Spiralgalaxie vom Hubble-Typ Sc im Sternbild Pfau am Südsternhimmel. Sie ist schätzungsweise 215 Millionen Lichtjahre von der Milchstraße entfernt.
Die Entfernungsmessungen basierend auf den Radialgeschwindigkeiten stimmen nicht mit den rotverschiebungsunabhängigen Entfernungsschätzungen von 134 ± 38 Millionen Lichtjahren überein.
Das Objekt wurde am 14. September 1901 von DeLisle Stewart entdeckt.